# Fabales
Ordre
Classification APG III (2009)
L'ordre des Fabales regroupe des plantes dicotylédones.
En classification classique de Cronquist (1981) il comprend trois familles :
- Caesalpiniacées
- Mimosacées
- Fabacées ou Papilionacées (famille du haricot).

Dans la classification phylogénétique APG II (2003) et la classification phylogénétique APG III (2009), cet ordre a été modifié depuis et quatre familles lui sont maintenant rattachées :
- ordre Fabales
- : famille Fabaceae
- : famille Polygalaceae
- : famille Quillajaceae
- : famille Surianaceae

NB. Ici les Fabaceae (= Leguminosae) incluent les plantes précédemment comprises dans les familles Caesalpiniaceae, Mimosaceae et Fabaceae (ou Papilionaceae)
D'après des calculs utilisant l'horloge moléculaire, la lignée menant aux Fabales se serait séparée des autres plantes il y a environ 101 millions d'années.